# Brachycephalidae
Brachycephalidae – rodzina płazów z rzędu płazów bezogonowych (Anura).

## Zasięg występowania
Rodzina obejmuje gatunki występujące w południowej i środkowej Brazylii i przylegającej do niej północnej Argentynie; możliwe, że również na przylegającym obszarze Paragwaju.

## Podział systematyczny
Do rodziny należą następujące rodzaje:
- Brachycephalus Fitzinger, 1826
- Ischnocnema Reinhardt & Lütken, 1862